# Streptococcus mutans
Espèce
Streptococcus mutans est une bactérie cocci de type Gram positif. Elle fait partie de la flore commensale de la cavité buccale, elle intègre les streptocoques oraux (ou viridans), et plus précisément le groupe des streptocoques mutants.
En 1924, le Dr J. Kilian Clarke l'identifie et la désigne comme bactérie responsable de la carie dentaire. Malgré ces travaux, S. mutans ne fut reconnue en corrélation que dans les années 1960.
Cependant depuis 2005, des études montrent que l'abondance de S. mutans n'implique pas nécessairement l'apparition de caries. Celles-ci seraient la conséquence du régime alimentaire, principalement le saccharose, qui engendre une acidité ainsi qu'une production de glucanes insolubles dans l'eau (par la présence de S. mutans), puis fragilise l'émail dentaire avec la formation d'un biofilm, entraînant une virulence des streptocoques mutants. Les caries dentaires résultent de l'action de Streptococcus mutans qui transforme le sucre en acide lactique, et ce dernier attaque l'émail dentaire.
Des travaux faits par le Dr Jeffrey D. Hillman, de l'université de Floride, ont permis d'éliminer de S. mutans le gène responsable du codage de l'enzyme permettant la transformation du sucre en acide lactique (lactate déshydrogénase). Appliquée sur les dents de rats, la souche génétiquement modifiée (BCS3-L1) de S. mutans permet une réduction très significative du nombre de caries. Il reste toutefois à poursuivre les travaux sur l'homme; ce qui pourrait poser des problèmes éthiques.

Cette bactérie modifiée BCS3-L1 peut également produire un lantibiotique, la mutacine 1140 (en) (MU1140).
Comme Streptococcus sanguinis, S. mutans ne s’installe dans la bouche qu'après la naissance des dents. Avec Streptococcus sobrinus, en plus de causer la formation de caries, elles sont associées aux endocardites (bien que S. sanguinis et S. oralis en soient les principales) et autres infections du cœur.